# Boeotarcha albitermina
Boeotarcha albitermina là một loài bướm đêm trong họ Crambidae.